# Svalstjärtad kotinga
Svalstjärtad kotinga (Phibalura flavirostris) är en fågel i familjen kotingor inom ordningen tättingar.

## Utseende och läten
Svalstjärtad kotinga är en 21–22 cm mycket vacker och kraftigt tecknad fågel med lång, kluven stjärt. Hanen har svartaktigt blåglänsande huvud, en liten röd fläck på hjässan och ett suddigt brungrått ögonbrynsstreck. Strupen är guldgul, liksom kinderna. Från bakom örontäckarna går ett vitt streck ner till det kraftigt svartbandade vita bröstet.
Resten av undersidan är gul, mer bjärt på undergumpen och med sprida svarta streck. Ovansidan är olivgul med grova svartaktiga band. Vingarna är svartaktiga med ljusgrå fläckar på tertialerna. Den långa, kluvna stjärten är också den svartaktig med olivgrön bas på de yttre stjärtpennorna. Honan är mattare färgad, med gråare huvud, mindre vitt på halsen, mer olivgrönt på vingarna och kortare stjärt. Kontaktlätet är hårt men svagt och avges en gång i sekunden upp till 18 gånger..
Fåglar i Bolivia (underarten boliviana) har jämfört med nominatformen mindre svart på hjässan, mer svullen näbb, orangegula istället för skäraktiga ben och hos hanen längre stjärt.

## Utbredning och systematik
Svalstjärtad kotinga delas in i två underarter med följande utbredning:
- Phibalura flavirostris flavirostris – förekommer i sydöstra Brasilien (Goiás) till östra Paraguay och nordöstra Argentina
- Phibalura flavirostris boliviana – förekommer i förberg i västra Bolivia (La Paz)

Underarten boliviana har urskilts som egen art, men inkluderas i svalstjärtad kotinga av AviList.

## Status och hot
IUCN bedömer hotstatus för underarterna var för sig, nominatformen som livskraftig och boliviana som starkt hotad.